# KSM (banda)
KSM  fue una banda de rock estadounidense de Los Ángeles, California que estuvo activa desde 2006 hasta 2010. La banda estaba formada por la cantante principal Shelby Cobra (apellido real Spalione), la guitarrista principal Shae Padilla, la guitarrista rítmica Katie Cecil, la bajista Sophia Melon y la baterista Kate Cabebe.
Ganaron popularidad en el verano de 2009 cuando hicieron una versión de la canción «I Want You to Want Me» de Cheap Trick. La canción se utilizó para promocionar la serie de televisión 10 Things I Hate About You de la cadena ABC Family.

## Historia

### 2006-2008: Formación
KSM se formó en un proyecto conjunto entre The Walt Disney Company y la antigua banda de chicas The Go-Go's. The Go-Go's estaban buscando una banda pop de chicas para asesorar y realizaron audiciones en 2006. Se seleccionaron cuatro músicos (Padilla, Cecil, Cabebe y Melon; todas de 13 a 15 años en ese momento) y el grupo se desarrolló originalmente como una banda de versiones de Go-Go llamada Po-Go's. Disney planeó replicar su éxito con Devo 2.0, una versión infantil de la banda new wave de los 80 Devo, con la posibilidad de que las Po-Go aparecieran en una película o serie de televisión. Finalmente, el sonido de la banda cambió de pop a rock, y con la incorporación de la cantante principal Shelby Cobra (apellido real Spalione) en febrero de 2008,, cambiaron su nombre a KSM. Alrededor de ese tiempo, The Go-Go's terminaron su participación en el proyecto.

### 2009-2010:Read Between the Linesy disolución
KSM firmó con Walt Disney Records (parte de Disney Music Group) y se promocionó a través de varios esfuerzos de Disney. Hicieron una gira como acto de apertura para algunos artistas musicales de la compañía como Mitchel Musso, Demi Lovato, y los Jonas Brothers, así como teloneros de Paramore y David Archuleta. El viaje de KSM a medida que se acercaban y luego apoyaban el lanzamiento de su álbum debut se documentó en la serie web quincenal llamada KSM: Read Between the Lines que se emitió del 10 de agosto de 2009 al 16 de octubre de 2009 en el sitio web teen.com. La serie de 20 episodios fue producida por The Disney Music Group y The Jonas Group. El 22 de septiembre de 2009, KSM lanzó su álbum debut Read Between the Lines, que fue escrito y producido por Matthew Gerrard y Robbie Nevil. KSM actuó en Good Morning America el 8 de octubre de 2009 y en The Rachael Ray Show el 12 de octubre de 2009.
La banda confirmó en abril de 2010 que la bajista Sophia Melon partió para asistir a Barnard College. En agosto de 2010, KSM confirmó que se habían separado para seguir carreras separadas. En octubre de 2010, la guitarrista principal Shae Padilla formó una nueva banda de hard rock llamada Rixy Fisk, que incluyó brevemente a Shelby Spalione (que ya no usó el nombre artístico «Cobra») como la vocalista. La banda de Padilla se llamó posteriormente FireSky y lanzaron el EP Erase the Enemy en agosto de 2011. La baterista Kate Cabebe asistió a la California Lutheran University y ha trabajado para Cambio.com como corresponsal.[cita requerida] Spalione lanzó el sencillo dance-pop «Overrated Friday» bajo el nombre de Lio a finales de 2011 y nuevamente bajo el nombre de Shelby a principios de 2012; se ha presentado junto a will.i.am. La guitarrista rítmica Katie Cecil había sido actriz infantil antes de KSM y obtuvo pequeños papeles en las series de televisión Medium, Criminal Minds y Help Me Help You. A partir desde 2015, Cecil es la cantante principal de la banda de indie-pop Wayfarers.

## Miembros
- Shelby Cobra - Voz principal
- Shae Padilla - Guitarra principal
- Katie Cecil - Guitarra rítmica, coros
- Sophia Melon - Bajo, coros
- Kate Cabebe - Batería

## Filmografía
| Año  | Título                      | Rol          | Notas                      |
| ---- | --------------------------- | ------------ | -------------------------- |
| 2009 | KSM: Read Between the Lines | Ellas mismas | Serie web, 20 episodios    |
| 2009 | I Heart Vampires            | Vagablond    | Episodio: «Hunted, Part 3» |

## Discografía
- Read Between the Lines (2009)

## Giras
Coanfitrionas
- The Tour of Gymnastics Superstars – (con Jordan Pruitt & Carly Patterson) (2008)

Acto de apertura
- The Cheetah Girls – One World Tour (2008)
- Demi Lovato – Demi Lovato: Live in Concert (2009)
- Honor Society – Full Moon Crazy Tour (2009)

## Videos musicales
| Año  | Título                                                       | Director          | Ref.   |
| ---- | ------------------------------------------------------------ | ----------------- | ------ |
| 2008 | «Hero In You»                                                | Desconocido       | [ 26 ] |
| 2009 | «I Want You to Want Me»                                      | Declan Whitebloom | [ 27 ] |
| 2009 | «I Want You to Want Me» (10 Things I Hate About You version) | Declan Whitebloom | [ 28 ] |
| 2009 | «Read Between the Lines»                                     | Steven Murashige  | [ 29 ] |
| 2009 | «Read Between the Lines» (I Heart Vampires version)          | Desconocido       | [ 30 ] |